# フランコ＝ニューファンドランダー
フランコ＝ニューファンドランダー （英語:Franco-Newfoundlander）、またはフランコ＝テルヌヴィアン （フランス語:Franco-Terreneuvien）は、ニューファンドランド・ラブラドール州に在住するフランス語話者またはフランス系カナダ人を指す名称。
フランコ＝ニューファンドランダーのコミュニティーは、ニューファンドランド島スティーヴンヴィル近郊のポート・オー・ポート地域、トロワ＝カイユー、カップ・サン・ジョルジュ、ラ・グランド・テール、ランス・オ・カナール、メゾン・ディヴェールといったコミュニティと、最も顕著に結びついている。この地域は、バイリンガル地区として州法で正式に指定されており、州内に一箇所しかない、ユニークなものである。しかしながらフランス語話者のコミュニティーは、特にセント・ジョンズやラブラドール・シティー、ハッピー・ヴァレー・グース・ベイといった州内の都市でも見られる。
州内のフランス語話者コミュニティーとその文化は、1949年にニューファンドランドがカナダの州として連邦に加わる以前から人口の多くをフランス系が占めていたケベック州、アカディア、サンピエール島・ミクロン島、ブルターニュ、バスクからの移民とその影響のユニークな組み合わせに由来している。しかしながら、コミュニティーの独特な文化の一部の側面においては、1949年以降にコミュニティーがフランス系カナダ人文化および社会の主流と密接に合わさるにつれて、失われたり、脅かされたりしている。

## 旗
フランコ＝ニューファンドランダーの旗は、フランスの三色旗とアカディアの旗を基本とし、青、白、赤の不均衡なパネルで構成される。白と赤のパネルの間には黄色い帆が2つ描かれている。上の帆にはトウヒの小枝が、下の帆には花が描かれている。これらの紋章は黒い輪郭で描かれている。帆は、1504年にこの地方へやってきたバスク人、ブルトン人、そしてフランス人の船乗りを示している。同時に、彼らは行動と進歩の象徴である。黄色は、アカディアの旗に描かれる星から採用された。トウヒの小枝はラブラドール半島を表し、ラブラドールの旗にも描かれている。ニューファンドランド・ラブラドール州の州花は、昆虫を食べる食虫植物である。

## 歴史

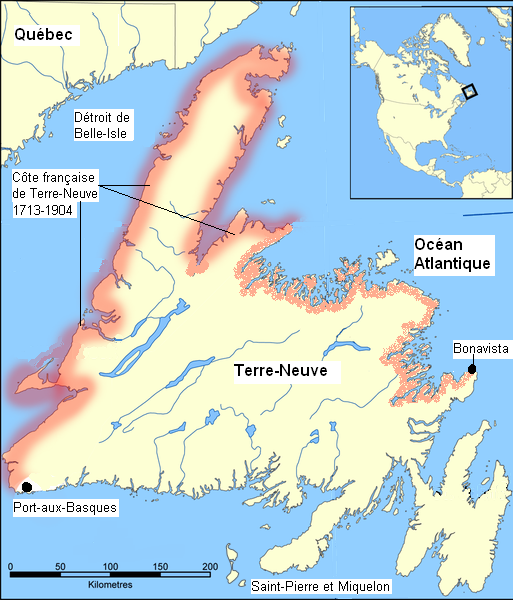
1904年まで続いたフランス海岸

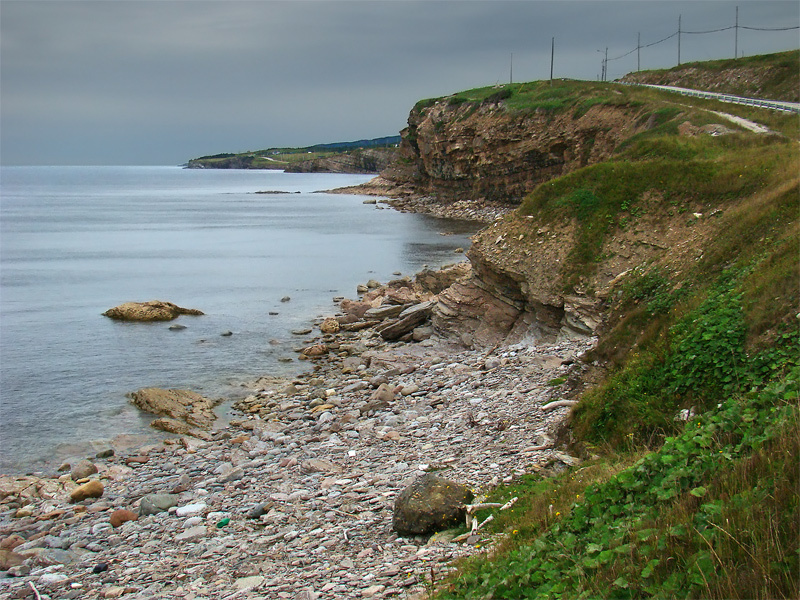
ポート・オー・ポート半島を走る460号線道路

16世紀以来、フランス人漁師たちはニューファンドランド島周辺で漁をしてきた。フランスは17世紀にプラセンティア湾とフォーチュン湾内の入り江に入植地を確立し、バスク人たちが島の西岸で漁業活動をしている間には北岸にも定住地をつくっていた。フランス人漁師とイギリス人漁師は互いにうまくやっていたが、両国ともニューファンドランド島に対する領有を主張して数多くの戦争で争った（フランス軍がアバロン半島においてイギリス人漁師の定住地を焼き尽くしたアバロン半島遠征もこれに含まれる）。ユトレヒト条約は、フランス側が島の定住地を放棄し島がイギリスの宗主権下にあることを認識させたが、フランス側にはボナヴィスタ岬からポワント岬までの区間の、コート・フランセーズ・ド・テール＝ヌーヴ（フランス海岸）が与えられた。フランスはフランス海岸において漁が許された。ニューファンドランド島にいた多くのフランス人たちは、当時ヌーベルフランス領内にあったイル・ロワイヤル植民地（現在のケープブレトン島とプリンス・エドワード島で構成された）へ向けて去っていった。1763年には仏英間でパリ条約が締結され、ニューファンドランド島からサンピエール島・ミクロン島がフランスに割譲された 。イギリス人入植者たちがボナヴィスタ湾とノートル・ダム湾（どちらもフランス海岸の一部）へ向けて移動し始めた時、フランス海岸の位置はセント・ジョン岬からレイ岬の間に移された。フランスは1904年までフランス海岸沿いで漁を続けた。
フランスはフランス海岸において恒久的な定住地をつくることが許されていなかったが、フランス人の一部がこの地域に移住した。フランス人移民はフランス本国とサンピエール島・ミクロン島から来たが、少数のアカディア人もフランス海岸に移住した。フランス人の定住地が最も集中しているのは、セント・ジョージ湾（ベイ・サン・ジョルジュ）であった。一部のミクマク族たちもフランス人と一緒に定住したが（多くのミクマク族が、アカディア人の先祖を持っていた）、彼らの多くは自らのルーツを隠し、フランス人と同化していった。
19世紀になると、大勢のイギリス人移民とアイルランド人移民が島西岸に移住し、フランス人とともに生活した。多くのフランス系住民は自らのフランスのルーツを隠し、しばしば英語の名を用いた。例えば、ブノワ（Benoît）をベネット（Benett）、オコワン（Aucoin）をオクイン（O'Quinn）、ルブラン（Leblanc）をホワイト（White）、ルジューヌ（Lejeune）をヤング（Young）というように。

## 言語
歴史的に、フランコ＝ニューファンドランダーは、独自のフランス語ニューファンドランド方言と関連があった。しかし、州内で暮らす大半のフランス語話者はフランス語アカディア方言よりむしろ、沿海州または、教育現場におけるフランス語指導の第一言語であるケベック・フランス語の影響を受けたため、いまやその方言は絶滅の危機に瀕している。
しかし、フランコ＝ニューファンドランダーの大多数は、英語を第一言語とする州内では少数派となるため、日常生活の一部または大半において英語を話す。2006年度カナダ国勢調査において、自らをフランス語だけ話すと認識した者は州内でたった650人で、同時に30545人が少なくとも部分的にフランス系人であると自らを認識していた。
ポート・オー・ポート選挙区選出で2007年から2015年まで州議会議員を務めたトニー・コーネクトは、2007年に一期目の就任宣誓をフランス語で行った。彼はフランス語で宣誓した州初の州議会議員となった。

## メディア
ル・ガボトゥール紙（en）は、州内全土で購読されるフランス語の新聞で、セント・ジョンズで発行される。

## 文化
フランコ＝ニューファンドランダーの主要な政治的・社会的組織は、ニューファンドランド・ラブラドール州フランコフォン連盟（Fédération des Francophones de Terre-Neuve et du Labrador）である。
最も有名なフランコ＝ニューファンドランダーの一人は、ランス・オ・カナール生まれのフィドル奏者のエミール・ブノワ（en）である。ニューファンドランド出身のフォーク・ロック・バンド、グレート・ビッグ・シー（Great Big Sea）は、ポート・オー・ポート半島のフランス語コミュニティーと関連するフォーク・ソング、Trois navires de bléのカバーを1999年発表のアルバムに収録している。同じくニューファンドランド出身のフォーク・ロック・バンド、フィギー・ダフ（Figgy Duff）も、コミュニティーと関連するフランス語のフォーク・ソングを数曲レコーディングしている。フランコ＝ニューファンドランダーのフォーク・ソング集、Songs Sung by French Newfoundlandersが、1978年にニューファンドランドメモリアル大学によって刊行された。

## 参照
1. 1 2  "Port-au-Port Peninsula". Newfoundland and Labrador Heritage.
2. ↑  French Settlement. Newfoundland and Labrador Heritage.
3. ↑  Gerald Thomas, The Two Traditions: The Art of Storytelling amongst French Newfoundlanders. Breakwater Press, 1993.
4. ↑  http://www.heritage.nf.ca/articles/exploration/french-presence-newfoundland.php
5. ↑  http://www.u-s-history.com/pages/h754.html
6. ↑  Population by language spoken most often at home and age groups, 2006 counts, for Canada, provinces and territories.
7. ↑  Ethnic origins, 2006 counts, for Canada, provinces and territories.
8. ↑  "Port au Port MHA pledges oath in French". cbc.ca, March 5, 2007.
9. ↑  Le Gaboteur
10. ↑  Émile Benoît. Newfoundland and Labrador Heritage.
11. ↑  Franco-Canadian Folk Music. en:The Canadian Encyclopedia.